# Piotr Klimczak
Piotr Klimczak (né le 18 janvier 1980 à Nowy Sącz) est un athlète polonais, spécialiste du 400 m et du relais 4 × 400 m.
Son meilleur temps est de 45 s 60 établi à Poznań, le 31 juillet 2005.

## Palmarès
| Date | Compétition                    | Lieu           | Résultat | Épreuve   | Performance   |
| ---- | ------------------------------ | -------------- | -------- | --------- | ------------- |
| 2005 | Championnats du monde          | Helsinki       | 5e       | 4 × 400 m | 3 min 00 s 58 |
| 2005 | Universiade                    | Izmir          | 1er      | 4 × 400 m | 3 min 02 s 57 |
| 2006 | Championnats du monde en salle | Moscou         | 2e       | 4 × 400 m | 3 min 04 s 67 |
| 2007 | Championnats d'Europe en salle | Birmingham     | 3e       | 4 × 400 m | 3 min 08 s 14 |
| 2007 | Universiade                    | Bangkok        | 2e       | 400 m     | 46 s 06       |
| 2007 | Universiade                    | Bangkok        | 1er      | 4 × 400 m | 3 min 02 s 05 |
| 2008 | Championnats du monde en salle | Valence        | 4e       | 4 × 400 m | 3 min 08 s 76 |
| 2008 | Jeux olympiques                | Pékin          | 7e       | 4 × 400 m | 3 min 00 s 32 |
| 2009 | Championnats d'Europe en salle | Turin          | 3e       | 4 × 400 m | 3 min 07 s 04 |
| 2010 | Championnats d'Europe          | Barcelone      | 5e       | 4 × 400 m | 3 min 03 s 42 |
| 2011 | Jeux mondiaux militaires       | Rio de Janeiro | 1er      | 4 × 400 m | 3 min 04 s 55 |